# Kunpeszér

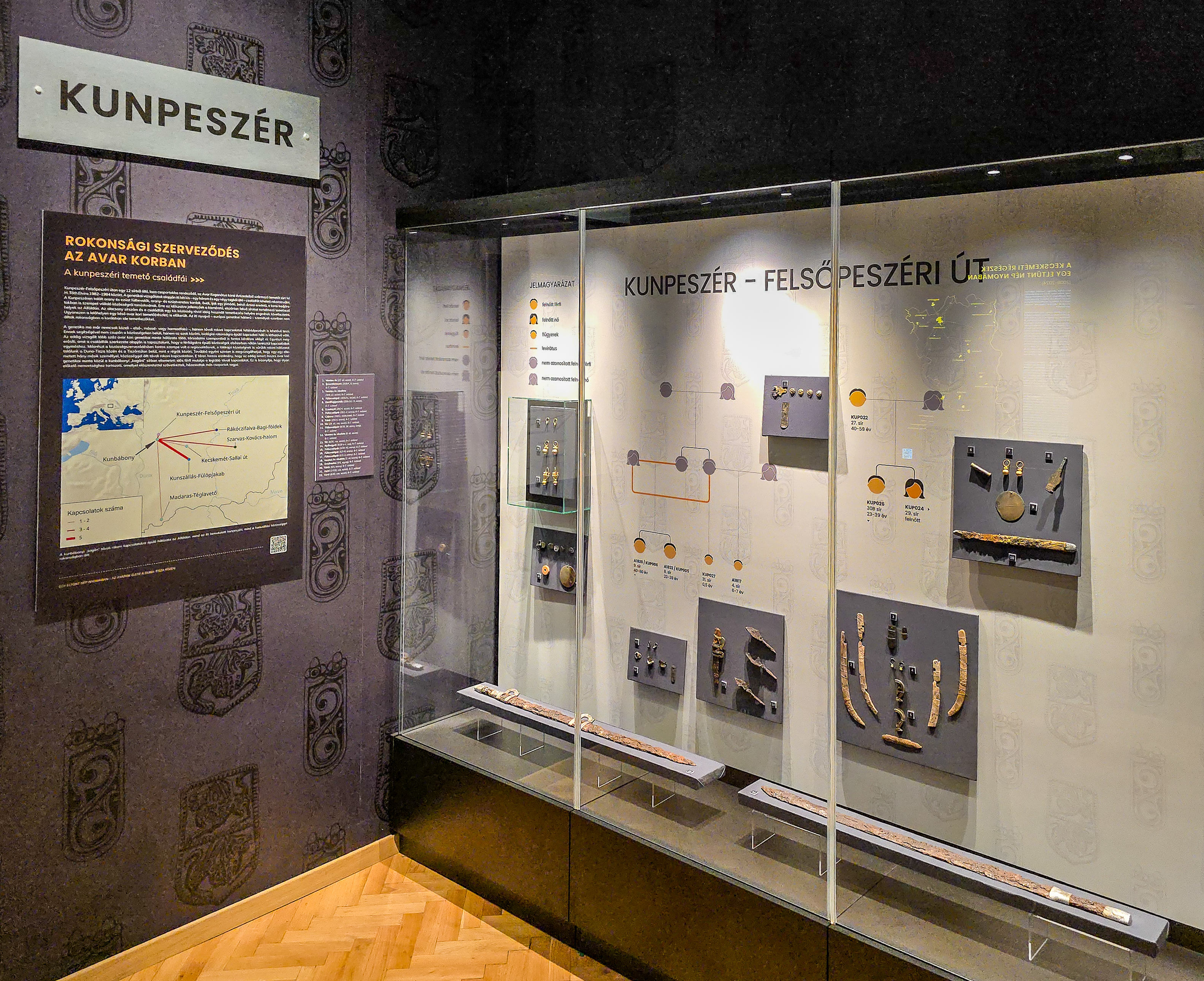
Kunpeszéri avar leletek kiállítása a Kecskeméti Katona József Múzeumban (Egy eltűnt nép nyomában)

Kunpeszér község Bács-Kiskun vármegye Kunszentmiklósi járásában.

## Fekvése
A Kiskunság északi részén fekszik, Budapest déli határszélétől alig 40 kilométerre délre, Kunszentmiklóstól légvonalban 11, közúton körülbelül 14 kilométerre északkeletre.
A szomszédos települések: észak felől Dabas, kelet felől Tatárszentgyörgy, dél felől Kunadacs, délnyugat felől Kunszentmiklós, északnyugat felől pedig Bugyi Ürbőpuszta településrésze.

### Megközelítése
Csak közúton közelíthető meg, így viszont három irányból is elérhető: az 5-ös főútról Örkénynél letérve, Tatárszentgyörgyön át az 5205-ös úton, vagy az 51-es főút tassi szakasza felől Kunszentmiklóson át, ugyanezen az úton, illetve Bugyi központján át, Ürbőpuszta érintésével az 5206-os úton.

## Története
Kunpeszér 1949-ben keletkezett Peszéradacs szétválása után. 
Előtte Peszéradacs néven 1873-ban Adacs és Peszér pusztákból alakult falu volt, melyet körjegyzőségileg Tatárszentgyörgyhöz csatolták.

### Peszéradacs
Peszéradacs a kunszentmiklósi járáshoz tartozott. Az 1690-1695 évi összeírásban még nem fordult elő. Az 1720 évi összeírás szerint Adacs még mint Bogyiszlóhoz tartozó puszta szerepelt, Peszér pedig Kecskeméthez tartozott. Később Peszér puszta az uralkodó család birtokába került, Adacs pedig külön község lett, és 1848-ig szintén a ráczkevei uradalomhoz tartozott. 
1910-ben Peszéradacsnak 1610 lakosa volt, melyből 1313 római katolikus, 256 református és 29 evangélikus volt. 
A következő puszták és lakott helyek tartoztak hozzá:
Felsőpeszér, Középpeszér, Alsópeszér, Felsőadacs, Kisadacs, Középadacs, Alsóadacs, Peregadacs.
Római katolikus temploma 1981-ben, a harangláb 2008-ban épült.

## Közélete

### Polgármesterei
- 1990–1994: Boros Sándor (független)[3]
- 1994–1998: Boros Sándor (független)[4]
- 1998–2002: Sipos Gyuláné (független)[5]
- 2002–2006: Sipos Gyuláné (független)[6]
- 2006–2010: Sipos Gyuláné (független)[7]
- 2010–2011: Sipos Gyula Lajosné (független)[8]
- 2011–2014: Németh László (független)[9]
- 2014–2017: Németh László (független)[10]
- 2017–2019: Kálozi Sándor (független)[11][12]
- 2019–2024: Varga Attila (független)[13]
- 2024– : Varga Attila (független)[1]

A településen 2011. április 17-én időközi polgármester-választást kellett tartani, az előző év őszén megválasztott faluvezető alig néhány hónap után bejelentett lemondása miatt. 2017. július 16-án újból hasonló okból kellett időközi polgármester-választást tartani, de ez esetben a távozás konkrét oka is ismert: a község addigi első embere a nyugalomba vonulására hivatkozva köszönt le a tisztségéről, április 9-ével.

## Népesség
A település népességének változása:
| Lakosok száma | 669  | 689  | 695  | 681  | 749  | 723  | 766  |
|               | 2013 | 2014 | 2018 | 2021 | 2022 | 2023 | 2024 |

A 2011-es népszámlálás során a lakosok 91,9%-a magyarnak, 0,6% románnak mondta magát (8,1% nem nyilatkozott; a kettős identitások miatt a végösszeg nagyobb lehet 100%-nál). A vallási megoszlás a következő volt: római katolikus 62,1%, református 10,3%, evangélikus 1%, görögkatolikus 0,3%, felekezeten kívüli 10,4% (13,2% nem nyilatkozott).
2022-ben a lakosság 78,5%-a vallotta magát magyarnak, 0,8% románnak, 0,3% németnek, 0,1-0,1% görögnek, ruszinnak, ukránnak és szerbnek, 0,9% egyéb, nem hazai nemzetiségűnek (21,5% nem nyilatkozott; a kettős identitások miatt a végösszeg nagyobb lehet 100%-nál). Vallásuk szerint 34,3% volt római katolikus, 8,4% református, 0,7% evangélikus, 0,3% görög katolikus, 0,3% ortodox, 0,4% egyéb keresztény, 2,1% egyéb katolikus, 14,3% felekezeten kívüli (39,1% nem válaszolt).

## Nevezetességei
- Rákosivipera-védelmi Központ[18]